# Sítio Novo do Tocantins
Sítio Novo do Tocantins est une municipalité brésilienne située dans l'État du Tocantins.